# José de Echevarría
Fray José de Echevarría (¿?-1691) fue un fraile franciscano español que desarrolló e impulsó la tecnología del denominado órgano barroco español u órgano ibérico.
Fray José de Echevarría sentó las bases y desarrolló el órgano ibérico, un tipo de órgano que destaca por tener unas sonoridades muy ricas y potentes, con la característica de disponer de una amplia trompetería horizontal en forma de tiros. Desarrolló también el "arca de ecos" un artilugio que permite realizar efectos sonoros de "cercanía y lejanía".
El órgano ibérico tiene una amplia presencia en las iglesias de España, Portugal, América y Filipinas. Fray José de Echevarría desarrolló su técnica en el siglo XVII y hay ejemplares de ella en  Alcalá de Henares, Zenarruza, Lequeitio, Palencia, Santo Domingo de la Calzada, Vitoria, Ochandiano, Tolosa, entre otros.
A fray José de Echevarría se le ha definido como 

hombre audaz formador de hombres audaces, clave en la formación definitiva del órgano español.

## Biografía
José de Echevarría nació en la localidad guipuzcoana de Éibar en el País Vasco, España probablemente, en la primera mitad del siglo XVII. Procedía de una familia de organeros. Ingresó en la orden de los franciscanos y se especializó en el trabajo de organista, construyendo numerosos órganos por las iglesias de toda la geografía española.
El 10 de mayo de 1691 muere en el Convento de San Francisco de Palencia, donde se hallaba trabajando en el órgano de la catedral junto con fray Domingo Aguirre y en el del convento de Santa Clara, donde había sido trasladado tras caer enfermo. Según dice la crónica, «murió de muchos días y muy pesado». Fue enterrado en la capilla mayor del Convento de San Francisco, en Palencia.

### Escuela de órgano española
Fray José de Echevarría creó una escuela que siguió desarrollando sus aportaciones y en la que destacó su sobrino, que tenía el mismo nombre. También fueron discípulos suyos fray Domingo Aguirre, Pedro Liborna Echevarría y José Alsúa. A estos siguieron los navarros Juan Apecechea, Félix Yoldi, Juan Andueza, Domingo Mendoza, José Mañeru y José de Ripa.
El trabajo de Fray José de Echevarría se extendió por todos los fabricantes de órganos de España y fue desarrollado y mejorado en sucesivas oleadas, dando cuerpo y características al llamado órgano barroco español.

## Sus desarrollos

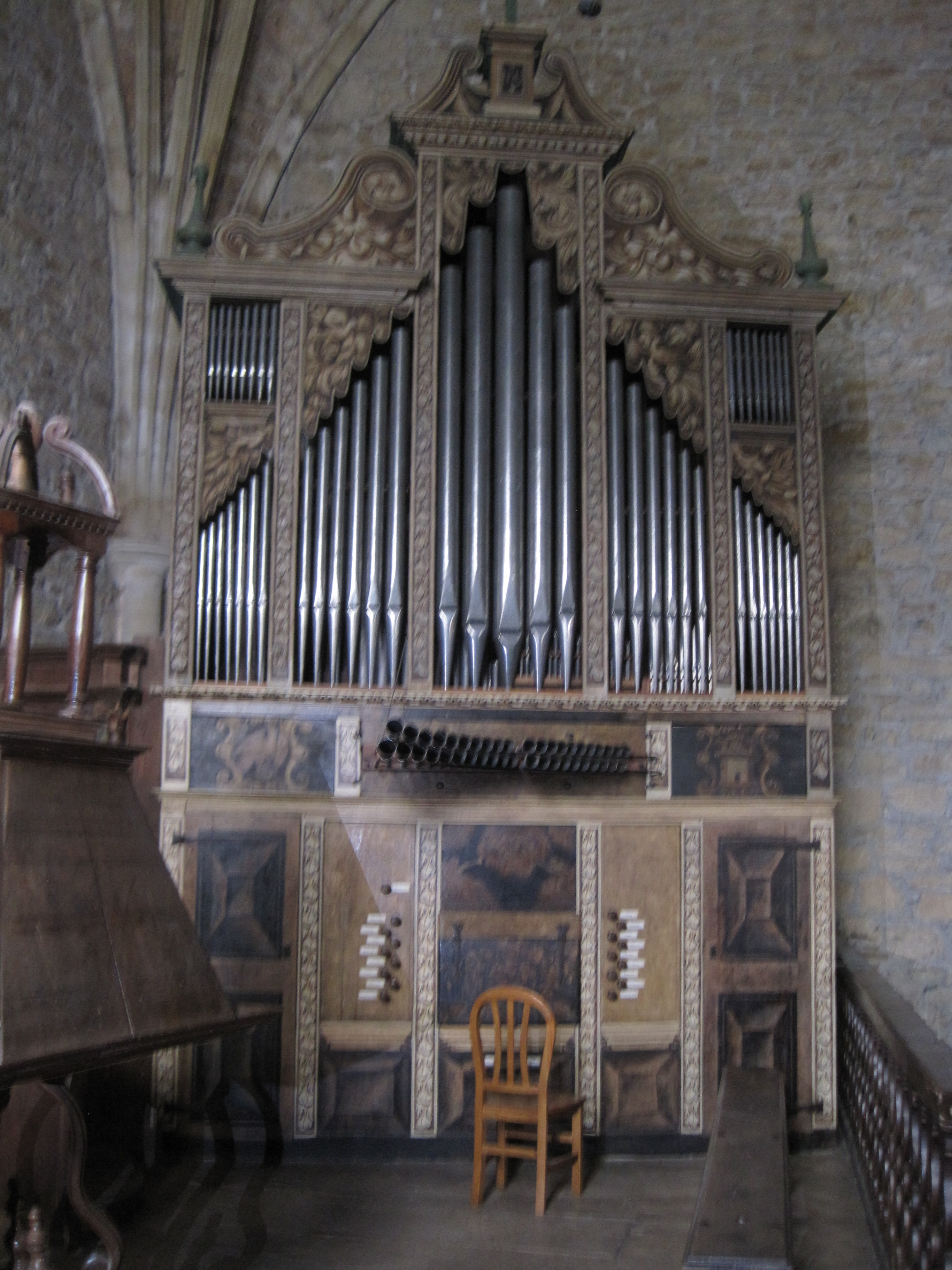
Órgano del. Monasterio de Cenarruza. Markina (Vizcaya). Obra de Fray José de Echevarría.

### La caja o arca de ecos
En 1665 fray José de Echevarría construye el órgano del convento de San Francisco de Vitoria e instala en él el clarín de ecos, que consiste en una colección de tubos de clarín dentro de una caja con una tapa que se puede abrir a voluntad desde el teclado del instrumento con una palanca al pie, dando lugar a la "caja o arca de ecos". En la construcción del órgano de la iglesia de Santa María de Tolosa introduce en la caja de ecos una flauta y una corneta. La invención de la "caja de ecos" ha sido atribuida al inglés Abraham Jordan, organista e importador de vinos de Jerez que implementó el Swell del órgano inglés, copia de la "caja de ecos" de fray José de Echevarría que había conocido durante sus estancias en España. 
Inicialmente, sobre 1659, el "arca de ecos" tenía dos o tres registros de tiples y se situaba en un secretillo sobre el secreto del órgano mayor. El "arca de ecos" evolucionaría de la mano de los discípulos del fray José de Echevarría, entre ellos su sobrino José de Echevarría, creando un teclado completo para los ecos que manejan secciones independientes de la caja, esto dio lugar al llamado "órgano de ecos", este teclado de ecos tiene varias denominaciones; órgano de ecos, teclado en ecos o cadereta en ecos.
Con dicho artilugio se pueden realizar efectos de “crescendo” o “diminuendo”, es decir la suspensión, además del eco y contraeco. Para ello se dispone de una palanca o una zapata para los pies. El término "suspensión" fue adoptado por los organeros debido al estímulo originado por el interés y la sorpresa que produce en nuestro oído el vaivén gradual del sonido. Para conseguir estos efectos se modifica la apertura de la tapa del arca de ecos, pudiendo abrirse esta de golpe entre un extremo y el otro (efectos de “pianissimo” o “fortissimo”) o variando gradualmente su apertura (efectos de “crescendo” o “diminuendo”). El matiz que adquiere el eco está directamente relacionado con el área de apertura que proporcionan las tapas.

### Trompetería horizontal exterior de fachada
Sobre el año 1590 se comienzan a sacar a la fachada del órgano los registros de regalías o pabellón corto, luego, sobre 1660 se sacarían también los de pabellón largo. El propio Fray José de Echevarría describe su obra, por ejemplo en el caso de los órganos de Mondragón y Tolosa; 

Mas otro juego o diferencia de dulzainas las cuales se ponen en la fachada del órgano dispuestas en el canto del secreto principal en forma de artillería.

Otro sí sería de mucho lucimiento el que se pusiese el medio registro alto de clarines. Diferencia que en ningún órgano se ha executado, salvo en el órgano de que ahora he fabricado en el convento de San Diego de Alcalá de Henares y por ser tan relevante causará más novedad aunque dificultosa en la execución por lo extraordinario de dicha mixtura y su composición. Y para esta diferencia lleva por sí su tablón con sus conducciones el cual tablón sirve de secreto para dichos clarines, los cuales se ponen en la cornisa principal en forma de tiros que hermosean toda la fachada del órgano.

En 1659 en el órgano del convento de San Diego de Alcalá de Henares se coloca el primer elemento de lengüetería de pabellón largo, un medio registro tiple de clarín que se implementa mediante un dispositivo en forma de canal realizado con conductos y tablones. Luego se añadiría el clarín en ecos, dando la posibilidad de realizar un fuerte contraste entre la lengüetería exterior e interior del órgano.
La disposición en forma de tiros se iría ampliando llegando al bajoncillo y trompa magna de 26 palmos en los tiples. Más adelante, ya en el siglo XVIII se llegaría a completar en esta disposición el llamado "Lleno de lengüetería" característico y propio del órgano ibérico.
La lengüetería exterior se completaría con los registros de sobrecímbala, añadiendo más registros y familias enteras como el flautado y cornetas, incluyendo en su composición el armónico de tercera. También añadió dulzainas y una serie de registros especiales, como es el caso del órgano de la iglesia de Mondragón, a los que denominaba "juguetes alegres" que estaba formado por cascabeladas (ruedas de cascabeles), jilgueros (trino de pájaros), bordón de gaita zamorana (sonido de fondo estático y permanente en tónica y dominante) y atabales (tambores y timbales, realizado mediante dos tubos graves desafinados entre sí a distancia de casi medio tono, colocados sobre un secretillo en el interior del órgano, y que producían una especie de redoble constante y monótono).